# 八蕊杜鹃
八蕊杜鹃（学名：Rhododendron octandrum）为杜鹃花科杜鹃花属下的一个种。

## 扩展阅读
- 維基物種上的相關：八蕊杜鹃